# 吳班
吳班（？—？），字元雄，陈留人，蜀汉官员。大将军何进属官吴匡之子，以豪侠闻名，官位常常仅次于族兄吴懿。刘备时担任领军；刘禅时升任骠骑将军、假节，封为绵竹侯。

## 生平
公元221年（章武元年）七月，随刘备伐吴为先锋，和冯习从巫县攻破李异等人，其军队曾驻扎在秭归和夷陵。
公元222年（章武二年）春正月，刘备派遣遣吴班率领数千人在平地立营，向陆逊挑战，刘备则在山谷中埋伏八千士兵打算趁机偷袭，但被陆逊识破计策。闰六月，夷陵之战战败后，随刘备撤军至白帝城。
建兴九年前，晋升为后将军，并受封为安乐亭侯。
公元231年（建兴九年）二月，吴班随诸葛亮北伐曹魏；五月，与魏延、高翔大破魏军司马懿部队；八月，以“督后部后将军安乐亭侯臣吴班”的身份与众人一道上书，要求罢免李严。其后升任骠骑将军、假节，封为绵竹侯。

## 评价
- 陈寿：“以豪侠称。”（《三国志·卷四十五·蜀书十五·邓张宗杨传第十五》）

## 家庭

### 父
- 吴匡

### 族兄弟
- 吴懿：三国时期蜀汉将领，官至车骑将军。

### 族妹
- 穆皇后吳氏：吴懿妹妹，蜀汉穆皇后。

## 艺术形象

### 三国演义
- 形象较历史上丰富许多，初出场为张飞部将并辅助守阆中。张飞遇害后，吴班发表奏知刘备。刘备出兵伐吴，以吴班为先锋，一直进军至宜都，并击败吴将孙桓，将其围于彝陵城。孙权以陆逊为大都督统领吴军，刘备以吴班引兵诱敌，自领精兵伏于山谷之中，但被陆逊看破。后陆逊火烧连营，吴班勉强杀出重围，为赵云所救。诸葛亮出师北伐曹魏，吴班以后将军、安乐侯的身份跟随出征。三出祁山时，魏将孙礼欲引汉军出战而趁机袭营，诸葛亮以吴班、吴懿引军埋伏营外，大破魏军。诸葛亮四出祁山，以吴班、吴懿、马忠、张嶷引诱司马懿出战，汉军趁机攻袭魏军营寨，大破司马懿，后又随诸将攻劫魏将曹真寨，大破之。五出祁山时，吴班留守祁山营。诸葛亮第六次北伐曹魏，引诸将进攻北原，令吴班、吴懿引木筏兵去烧魏军浮桥，魏将张虎、乐綝统军在岸上乱箭射住，吴班中箭而死。《三国演义》虽也提及吴匡，但没有提及吴匡和吴班的父子关系。

### 影视
- 1994年电视剧《三国演义》：李世才
- 2017年电视剧《大軍師司馬懿之軍師聯盟》：王铁凌

| 官衔                         | 官衔                  | 官衔                                    |
| ---------------------------- | --------------------- | --------------------------------------- |
| 前任： 不明 上一位可考者李严 | 蜀汉骠骑将军 时间不详 | 繼任： 不明 下一位可考者 右骠骑将军胡济 |

1. ↑  《三国志》卷35注引《汉晋春秋》：亮使魏延、高翔、吴班赴拒，大破之，获甲首三千级，玄铠五千领，角弩三千一百张，宣王还保营。